# Gianpiero Pastore
Gianpiero Pastore (n. 7 mai 1976, Salerno, Italia) este un scrimer italian, medaliat olimpic. A participat la 3 ediții ale Jocurilor Olimpice (2000, 2004, 2008) în care a câștigat o medalie de argint.